# فيت/زيرو
فيت/زيرو (باليابانية: フェイト/ゼロ، بالروماجي: Feito/Zero) هي رواية خفيفة من كتابة جين أوروبوتشي ورسم تاكاشي تاكيوتشي، أحداثها تسبق أحداث الرواية المرئية فيت/ستاي نايت. تم إصدار المجلد الأول في 29 ديسمبر، 2006 بتعاون ما بين شركتي تايب-مون ونيترو بلس، صدر المجلد الثاني في 31 مارس، 2007 والمجلد الثالث في 27 يوليو، 2007 والمجلد الرابع والأخير في 29 ديسمبر، 2007 إلى جانب مجموعة الموسيقى التصويرية «العودة إلى الصفر». بعدها تم إصدار 4 مجموعات من سي دي دراما من 2008 إلى 2010. تم اقتباس وإنتاج مسلسل أنمي من قِبل يوفوتيبل، حيث تم عرض الموسم الأول من 1 أكتوبر إلى 24 ديسمبر، 2011، والموسم الثاني من 7 أبريل إلى 23 يونيو، 2012.

## القصة
تدور أحداث فيت/زيرو حول قصة حرب الكأس المقدسة الرابعة والتي تسبق أحداث فيت/ستاي نايت بعشر سنوات في مدينة فويوكي اليابانية، حرب الكأس المقدسة هي مسابقة أسستها عائلات آينزبيرن وماتو وتوساكا قبل قرون، يشارك فيها سبعة سحرة، حيث يقوم كل ساحر بإستدعاء روح بطولية للمشاركة في الحرب والحصول على الكأس المقدسة، والتي تحقق أمنية واحدة لكل فرد من الثنائي المنتصر. بعد ثلاثة حروب سابقة غير حاسمة من أجل الحصول على الكأس المقدسة، تبدأ الحرب الرابعة.
عائلة آينزبيرن مصممة على الفوز بعد ثلاث خسارات متتالية، مهما كلف الأمر. فيقومون بضم قاتل السحرة المكروه إيميا كريتسيغو إلى طرفهم، بالرغم من اساليبه وسمعته كقاتل مأجور ومرتزق محترف يقوم بتوظيف أي شيء تحقيق غايته. على الرغم من أن كريتسيجو أراد ذات مرة أن يصبح بطلً من اجل إنقاذ الجميع، إلا أنه تخلى عن هذه الفكرة عندما أدرك بان إنقاذ شخص يأتي على حساب حياة شخصٍ آخر، الامر الذي يخلق تضارب لا يمكن حله إلا بمعجزة. لمصلحة البشرية، كريتسيغو سوف يدمر بلا رحمة أي شيء أو أي شخص يشكل عائقا في وجه سلام الآخرين.
لكن، يجد كريتسيغو نفسه ممزقا بين حبه لعائلته الجديد - زوجته آيريسفيل وإبنتهم إيليا - وبين ما سيضطر للقيام به من اجل الحصول على الكاس المقدسة. خلال ذلك، يَظهر خصم كريتسيغو الأخطر، كوتوميني كيري، وهو كاهن حائر ليس لديه أية إحساس بتحقيق الذات في حياته، فيضع كريتسيغو نُصب عينيه باعتباره إجابةً محتملة للفراغ الذي يشعر به.
مع اقتراب النهاية، يظهر بأن هناك قيود لدي الكأس المقدسة، ففي حين لديها القدرة الكلية على منح الأمنية أيً كانت، إلا أنه ليس لديها علم لانهائي ولذلك تعتمد على عِلم وأساليب المنتصر في تحديد الطريقة التي سوف تُنفذ فيها الأمنية.

## الشخصيات الرئيسية

### البشر
كريتسيغو إيميا 
مؤدي الصوت: ريكيا كوياما
هو الشخصية الأساسية في القصة، وهو سيد سيبر، والتي إستدعاها باستخدام أفالون، الغِمد المُقدس لسيف إكسكاليبر. يلقب بـ «قاتل السحرة» بسبب مهاراته العالية. بالرغم من آرائه الساخرة والمتشائمة، لكن كريتسيغو يرغب حقا بإنهاء جميع النزاعات بين البشر. وظفته عائلة إينزبرين ليكون مُمثلهم في حرب الكأس المقدسة الرابعة. إعتقادا منه بأن الكأس المقدسة سوف تُحقق امنيته المُتمثلة بالسلام العالمي، يقبل عرض العائلة. يُعد كريتسيغو ساحرا غير تقليدي، حيث يستخدم إستراتيجيات تعتمد على إستغلال نقاط ضعف أعدائه من السحرة بوساطة التكنولوجيا الحديثة. آرائه الساخرة حول الحياة تُسبب دائما خلافات بينه وبين سيبر التي تؤمن بقيم الفروسية. يُعين آيريسفيل سيدة سيبر لكي يتحرك بحرية ولتجنب التعامل مع سيبر. وهو والد شيرو إيميا بالتبني ووالد إيليا إينزبرين البيولوجي.
آيريسفيل إينزبرين
مؤدية الصوت: ساياكا أوهارا
هي البطلة الأساسية في القصة، وهي والدة إيليا إينزبرين وزوجة كريتسيجو. آيريسفيل هي عبارة عن نموذج هومنكلس أولي خلقته عائلة إينزبرين حتى تُنجب الهومنكلس النهائي. مثل باقي أفراد عائلة إينزبرين، آيريسفيل بارعة في الخيمياء. تعد آيريسفيل سيدة سيبر بالوكالة، بما أن كريتسيجو يعتقد بأنه وسيبر غير متوافقين. الغاية الرئيسية من وجودها هي كونها وعاء الكأس المُقدسة نفسه، فعندما يُقتل ستة أسياد، ستتحول وتظهر الكأس بدلا منها، مما يؤدي لخسارتها إنسانيتها وإحساسها بالذات. بالرغم من ذلك، تبقى ملتزمةً تجاه كريتسيجو، إعتقادا منها بأن أهدافه تستحق التضحية.
كيري كوتوميني 
مؤدي الصوت: جوجي ناكاتا
هو سيد أساسن، ويعمل بجانب مُعلمه توكيومي، وهو شخص ذكي جدا وبارع في إنجاز المهام الموكلة إليه. يعيش كيري حياةً تقية ككاهن لكنه يفتقد الإحساس بتحقيق الذات في حياته، شاعرا بالقليلٍ من السعادة عند القيام بأعمال الخير. يرى كيري فراغه الروحي معكوسا في كريتسيغو، والذي يُكن له كراهية قهرية لا يمكنه التحكم بها. كيري هو السيد الوحيد الذي يخشاه كريتسيغو، حيث يَعتبره الخطر الأكبر على خطته. خلال المراحل الأخيرة من الحرب، يَقتل كيري مُعلمه توكيومي ويصبح سيد آرشر، فيصبح الخصم الأساسي. لا يمتلك كيري أية امنية لدي ولكنه يُقاتل فقط لكي يكتشف هدفه في الحياة.

### الخدم
- سيبر، السياف (Saber)، وهي خادم سياف وتمثل روح الملك آرثر.
- آرشر، الرامي (Archer) خادم رامي، سياف مغرور جدا وهو أقوى خادم في الأنمي حيث لا يستخدم السيوف فقط بل يستخرج أسلحته من بوابة بابل ويلقب بملك الأبطال، يمثِّل روح غلغامش
- لانسر، الرمَّاح (Lancer) - ديرموند يو دوبناه
- رايدر، الراكب (Rider) - الإسكندر الأكبر
- بارسركر، الهائج (Berserker) - لانسلوت
- أساسِن، الاغتيالي (Assassin) - حسن الصباح
- كاستر، المشعوذ (Caster) - غيل دي ريز

## وصلات خارجية
- موقع الأنمي الرسمي باليابانية
- موقع الأنمي الرسمي بالإنجليزية
- فيت/زيرو على موقع ميوزك برينز (الإنجليزية)
- فيت/زيرو على موقع ANN manga (الإنجليزية)